# Les Hiéroglyphes de Pierius

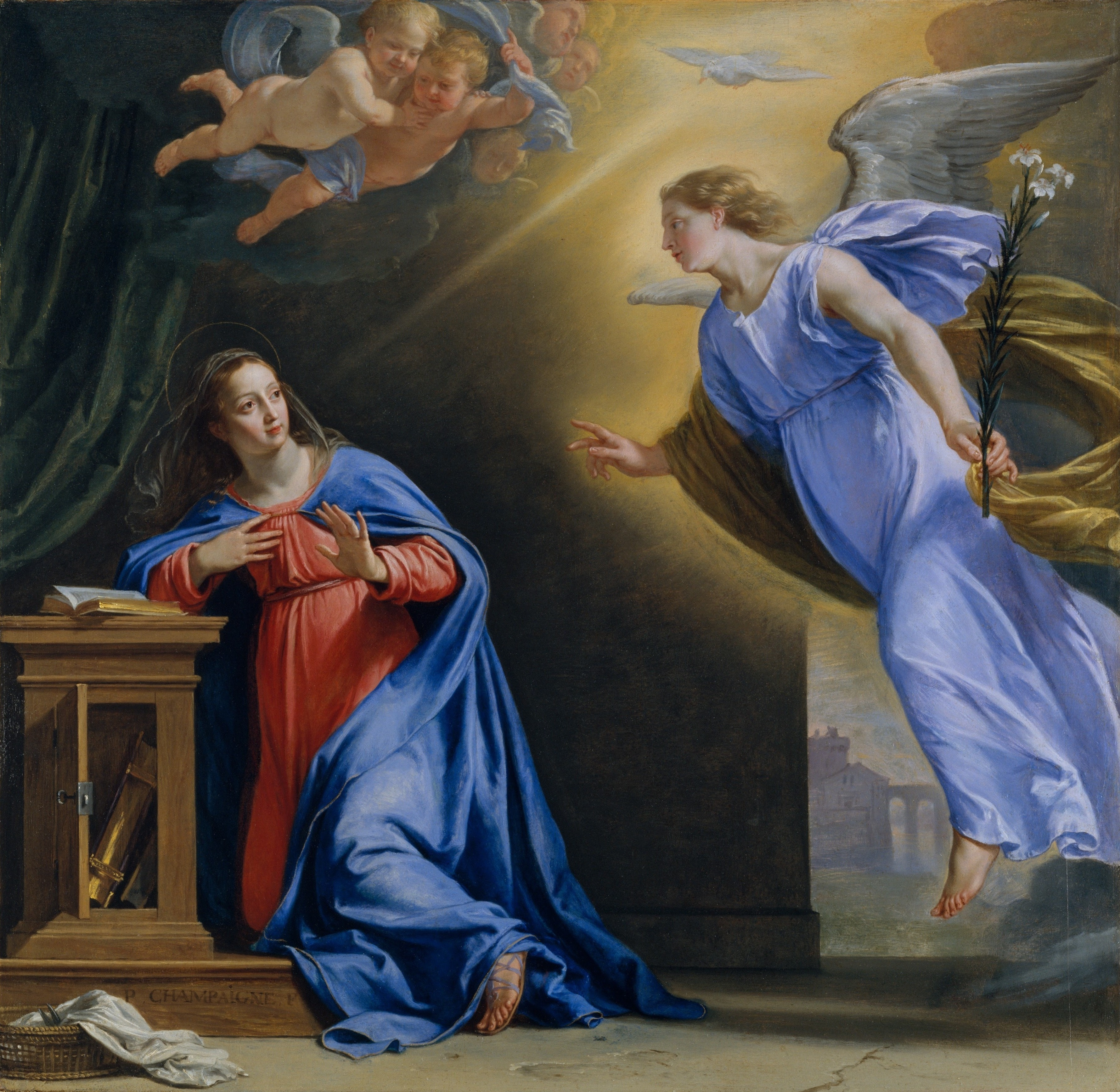
Dans cette Annonciation de Philippe de Champaigne de 1644, la main droite de l'ange annonce selon le code des Hiéroglyphes le chiffre deux et demi, puisque le majeur est légèrement replié: soit Jésus-Christ fait homme.

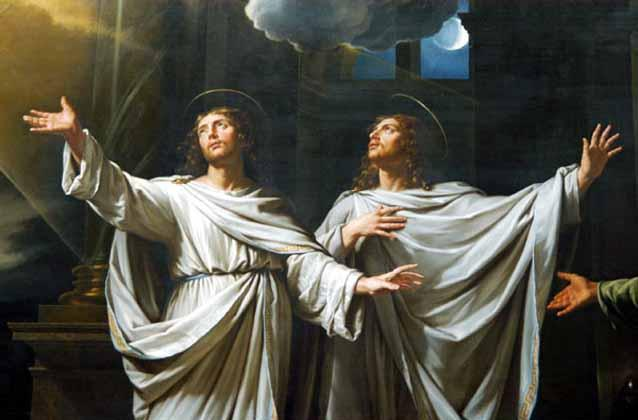
Un exemple d'utilisation des Hiéroglyphes par Philippe de Champaigne dans cette toile intitulée Saint Gervaise et Saint Protase ou l'apparition de St Ambroise.

Les Hiéroglyphes de Pierus est le nom courant de la traduction française d’un ouvrage de l’humaniste Pierio Valeriano, publié à Bâle en 1556 sous le titre Hieroglyphica sive de Sacris Ægyptiorum literis commentarii Ionnais Pierii Valeriani Bolzanii Bellunensis (Hiéroglyphes, ou Commentaires sur les lettres sacrées des Égyptiens).
Traduit en français par Ioanne de Montlyard il sera régulièrement publié entre 1576 et 1631 sous le titre de Commentaires Hieroglyphiques. Dans ce livre on trouve une étude sur les hiéroglyphes et leur utilisation dans l’allégorie ainsi que l’expression et la symbolique des nombres exprimés par la position des doigts de la main :
- « 1 » s’exprime par le repli du petit doigt, pouce ouvert index et majeur lié, annulaire délié de la main.
- « 2 » s’exprime par le repli du petit doigt et de l’annulaire liés, pouce ouvert index, majeur et annulaire déliés de la main.
- « 3 »s’exprime par le repli du petit doigt majeur, annulaire et majeur déliés, pouce ouvert index tendu. de la main.
- « 10 » s’exprime par le repli sur le pouce de l’index en rond, les autres doigts sont ouverts liés de la main gauche.

Mais le même geste fait de la main droite signifie 1000. On y trouve aussi la symbolique iconographique des plantes et des animaux.
Ce code était connu de Cesare Ripa et a été utilisé par le peintre Philippe de Champaigne qui possédait l'édition française de 1615 : « les Hiéroglyphes de Ian Pierre Valerian, vulgairement nommé Pierus, autrement commentaires des lettres et figures sacrées des Aeguptiens, et autres nations, nouvellement donnez aux français par I de Montlyard ».

## Éditions du texte
- (la) Ioannis Pierii Valeriani, Bellunensis Hieroglyphica, sive de sacris Aegyptiorum aliarumque gentium litteris commentariorum, t. LVIII, Bâle, Isengrin, 1556
- Jan Pierius Valerian, Commentaires hiéroglyphiques ou images des choses, Lyon, B. Honorat, 1576
- (la) Ioannis Pierii Valeriani, Bellunensis Hieroglyphica, seu de sacris Aegyptiorum aliarumque gentium litteris commentarii, Lyon, typis Pauli Frelon, 1602
- Jan Pierius Valerian, Les hiéroglyphiques vulgairement nommé Piérius; œuvre réduicte en 58 livres, ausquels sont adjoincts delta autres de Cœlius Curio touchant ce qui est signifié par les diverses effigies et pourtraicts des dieux et des hommes, nouvellement donnez aux François, Lyon, 1615
- (la) Ioannis Pierii Valeriani, Bellunensis Hieroglyphica, sive de sacris Aegyptiorum aliarumque gentium litteris commentariorum, t. LVIII, Francfort-sur-le-Main, Christiani Kirchneri, 1678